# تونی گلچر
تونی گلچر (انگلیسی: Tony Gallacher؛ زادهٔ ۲۳ ژوئیهٔ ۱۹۹۹) بازیکن فوتبال اهل اسکاتلند است.

## باشگاهی
از باشگاه‌هایی که در آن بازی کرده‌است می‌توان به باشگاه فوتبال فالکیرک اشاره کرد.

## تیم ملی
وی همچنین در تیم‌های ملی فوتبال زیر ۱۶ و ۱۷ سال اسکاتلند بازی کرده‌است.